# Fantastiske Toyota
Fantastiske Toyota er det første studiealbum af den danske popgruppe tv·2, der blev udgivet i 1981 af CBS. Gruppen var i denne periode en kvintet, idet Niels Dan Andersen medvirker som femte medlem på saxofon og keyboards. Under indspilningen var trommeslageren Sven Gaul på ferie i USA, så Eigil Madsen (ex-Daisy) spiller trommer på de fleste af sangene. Albummet blev indspillet for 30.000 lånte kroner uden en pladekontrakt. Fem pladeselskaber stod efterfølgende i kø for at skrive kontrakt med gruppen, som endte med at vælge CBS. Fantastiske Toyota var en moderat succes, især sammenlignet med gruppens senere plader, og har opnået et samlet salg på omkring 28.000 eksemplarer.
Pladen er karakteriseret ved en new wave-inspireret musik, bestående af korte og hurtige numre, fremført på en næsten mekanisk måde af både vokal og instrumenter, ikke helt ulig Kliché. Teksterne er kortfattede og repetitive, og kredser blandt andre om fremmedgørelse og den teknologiske udvikling. Et illustrativt udsnit fra teksten til nummeret "I for identifikation" lyder f.eks.: "Indtægt til dato, grundsats, stedtillægsområde / lønramme, skalatrin, løbenummer / konto 462903 / A-datalogisk kode 80".
Fra albummet blev nummeret "Motorvej" udsendt som single med "Aldrig mere" som B-side. Albummet er dog i dag formentlig mest kendt for titelnummeret, der som det eneste fra pladen er med på de to opsamlinger Greatest - De unge år fra 1992 og Hits fra 2004. På begge opsamlinger bruges der en remixet version fra 1992.

## Spor
Alle sange skrevet og komponeret af Steffen Brandt, undtagen hvor noteret. 
| 1. | "Motorvej"               |              |        | 2:20 |
| 2. | "Boligblok A"            |              |        | 3:32 |
| 3. | "I for identifikation"   |              |        | 1:45 |
| 4. | "Aldrig mere"            |              |        | 3:00 |
| 5. | "Er det her vores dans?" |              |        | 3:27 |
| 6. | "Bordeaux – Bilbao"      |              |        | 2:12 |
| 7. | "Kolde hjerner"          | Jeppe Aakjær | Brandt | 3:27 |

| 8.  | "Ib René, Cairo"                  |        |                      | 1:45 |
| 9.  | "Hele ugen alene"                 |        |                      | 1:33 |
| 10. | "Atmosfære"                       |        |                      | 2:44 |
| 11. | "Uh, jeg ville ønske jeg var mig" | Brandt | Brandt, Georg Olesen | 2:00 |
| 12. | "Hvad skal jeg svare mit TV"      |        |                      | 2:44 |
| 13. | "Fantastiske Toyota"              |        |                      | 4:03 |
| 14. | "Dazu eisgekühltes Coca-Cola"     |        |                      | 3:37 |

## Personel

### tv·2
- Steffen Brandt – vokal, keyboards
- Hans Erik Lerchenfeld – guitar
- Niels Dan Andersen – saxofon, moog synthesizer
- Georg Olesen – bas
- Sven Gaul – trommer

### Øvrige musikere
- Eigil Madsen – trommer på alle spor, undtagen "Boligblok A"
- Jan Birger Møller – trommer på "Boligblok A"

### Produktion
- tv·2 – producer, arrangement, coverconcept
- Per Leth-Nissen – tekniker
- Cy Nicklin – remix
- John Ovesen – cover design
- Niels Frøbert – foto